# 閻夫人
閻夫人（?—?），中国十六国时代前凉王张天锡的妃嫔，張天锡对閻夫人以及另一夫人薛氏十分宠爱。張天锡病重，怕阎夫人和薛氏改嫁，结果二女说：“尊若不讳，妾请效死，供洒扫地下，誓无他志。”於是都自刎殉夫。结果，张天锡的病好了，以夫人之礼將她們安葬。

## 延伸阅读
[在维基数据编辑]
 《晉書·卷096》，出自房玄齡《晉書》